# Herman Bailey
Herman "Kofi" Bailey, conegut com a Kofi X, (1931-1981) fou un artista afroamericà.
És conegut sobretot pels seus dibuixos en llapis i carbó vegetal que reflecteixen l'experiència afroamericana.

## Biografia
Nascut a Chicago, Illinois, Bailey va créixer a Los Angeles, Califòrnia. Va estudiar a la Universitat Howard (on va rebre el mestratge d'Alain Locke, Sterling Brown i James A. Porter i va obtenir el seu Master en Belles Arts a la Universitat del Sud de Califòrnia. Herman "Kofi" Bailey va morir a Atlanta el 1981 víctima d'una sobredosi de drogues.

## Carrera professional
El seu treball i il·lustracions combinen elements geomètrics i figuratius. Bailey normalment dibuixava amb llapis o carbó i també va experimentar amb oli i pintura acrílica. El color, però, era secundari en les seves obres, ja que preferia els tons terrosos. Bailey fou influenciat per autors com Goya, Rico Lebrun, Jacob Lawrence i Charles White. El 1967 es va descriure a si mateix com un artista representacional que volia fer art per a les masses i que l'home era el concepte més important de les seves obres. El 1967, Bailey va tenir una residència artística al Spelman College a on va fer una exposició sobre les seves creacions a Ghana, a on va viure entre el 1962 i el 1966.

### Activitat política
El seu treball artístic va rebre sovint influències del panafricanisme. Va fer diversos retrats del president ghanès Kwame Nkrumah, en el que aquest apareixia com una figura heroica. Quan va viure a Ghana va exercir de professor d'art fins que Nkrumah fou deposat el 1966. Bailey també va cobrir altres àrees sobre l'experiència afroamericana com el Poder Negre, l'antiimperialisme i els drets civils dels afroamericans. També retratà sovint dones i infants negres. El seu treball artístic també reflectia el racisme que patien els africans i els afroamericans. Al mateix temps, dramatitzà els conflictes entre els blancs i els negres. El seu treball es pot fundar en el moviment artístic dels drets civils.
Quan vivia a Atlanta, creà pòsters pel Centre d'H. Rap Brown, que era freqüentat per membres del Comitè Coordinador Estudiantil No Violent (SNCC)., associació per a la qual també va crear pòsters. Després de la Guerra dels Sis Dies, en la que vencé Israel, la SNCC va llençar una campanya antizionista amb imatges antisemites, en la que també hi participà Bailey. A més, també va continuar creant còmics conflictius per la SNCC en els que estereotipava els jueus i la dependència econòmica-financera dels Estats Units de l'exèrcit israelià. El còmic de Bailey, "The Palestine Problem", connecta la violència racial estatunidenca, l'imperialisme militar a Vietnam i el Món Àrab i la lluita per la llibertat afro-àrab.

### Influència
James Early cita el treball de Kofi com la seva influència més important, a causa del seu activisme a l'Atlanta dels anys seixanta del segle xx. L'artista i historiador de l'art Floy Coleman va descriure a Bailey com un trencador de rols i que esdevingué un estàndard que molts van seguir en la lluita pels drets dels afroamericans. Carmen Riddle va descriure a Bailey com un geni.

## Col·leccions
- Museu Afroamericà de Califòrnia. (Los Angeles)[1][2]
- Universitat Hampton (Hampton, Virginia)[12]
- Museu Nacional d'Història i Cultura Afroamericana (Washington).
- Museu Nacional dels Drets Civils (Memphis)
- Spelman College (Atlanta).
- Museus Universitaris de la Universitat de Delaware a Newark (Delaware).[2]

## Exhibicions
- Showcase & Tell: Treasures from the Spelman College Permanent Collection, 2009, Spelman College, Atlanta
- Tradition Redefined: The Larry and Brenda Thompson Collection of African American Art, 2009, Universitat de Maryland, College Park
- A Century of African American Art: The Paul R. Jones Collection, 2004, Universitat de Delaware, Newark
- Atlanta Collects, 2004, City Gallery East, Atlanta
- Black Power/Black Art: and the struggle continues: Political Imagery from the Black Arts Movement of the 1960s and 1970s, 1994, Universitat Estatal de San Francisco, San Francisco
- African American Art in Atlanta: Public and Corporate Collections, 1984, High Museum of Art, Atlanta
- A Memorial Exhibition, 1982, Spelman College, Atlanta
- Highlights from the Atlanta University Collection of Afro-American Art, 1973, High Museum of Art, Atlanta
- TCB, 1971, National Center of Afro-American Artists, Boston[1]